# Bones (tv-serie)
 Denne artikel omhandler tv-serien Bones. Opslagsordet har også en anden betydning, se Bones.
Bones er en amerikansk drama tv-serie, der havde premiere på Fox Network den 13. september 2005. Serien er baseret på retsvidenskablige og politimæssige procedurer. Hver episode fokuserer på en FBI-sag og mysteriet om de jordiske rester. Disse bliver bragt til et retsmedicinsk antropologiteam ledet af Dr. Temperance "Bones" Brennan. Brennan samarbejder hver gang med Specialagent Seeley Booth fra FBI. Emily Deschanel spiller titelrollen som Bones, overfor David Boreanaz som Specialagent Seeley Booth. Resten af de medvirkende omfatter Michaela Conlin, TJ Thyne, Eric Millegan, Tamara Taylor og John Francis Daley. 
Serien, som er skabt af Hart Hanson, er meget løst baseret på den retsmedicinske antropolog Kathy Reichs, som er producent på serien. Dr. Temperance "Bones" Brennan er opkaldt efter hovedpersonen i Reichs serie af kriminalromaner. Bones er en fælles produktion af Josephson Entertainment, Far Field Productions og 20th Century Fox Television.
Serien afsluttede sin 9.sæson den 19. maj 2014 og 10. sæson havde premiere i efteråret 2014. 
Bones afsluttede 10. sæson d. 11. Juni 2015 og 11. sæson startertede i efteråret 2015.
Sæson 12 kører i tv lige nu i 2017

## Handling
Udgangspunktet for showet er en alliance mellem retsmedicinsk antropolog Temperance "Bones" Brennan og FBI Special Agent Seeley Booth. Brennan er den centrale karakter og teamleder for det fiktive Jeffersonian Institute Medico-Legal Lab, en føderal institution, der samarbejder med FBI. Dette afspejler det historiske forhold mellem FBI og videnskabsmænd fra Smithsonian Institution. Showet foregår i Washington, D.C., og handler om at løse føderale retssager ved at undersøge de menneskelige rester af mulige mordofre. Mens størstedelen af deres sager finder sted i det omkringliggende hovedstadsområde i Washington, er de blevet kaldt ind for at efterforske sager i andre stater og nogle gange lande, herunder Iran og Mexico.
Brennan og hendes team leverer videnskabelig ekspertise, og Booth leverer FBI-kriminalefterforskningsteknikker. Ud over de potentielle mordsager i hver episode, udforsker serien baggrunden og forholdet mellem dens karakterer, især den romantiske spænding mellem Brennan og Booth. En vigtig igangværende dynamik mellem Brennan og Booth er deres uenighed om videnskab og tro. Brennan argumenterer for videnskab, beviser og ateisme. Booth argumenterer for intuition, tro og Gud. Deres forhold fremhæves af introduktionen af Lance Sweets, en FBI-psykolog, som ikke kun hjælper med at informere efterforskningen, men også er beregnet til at fungere som mægler for Brennan og Booth.
Serien er kendt for sine mørke komiske undertoner, der byder på menneskekroppe i en fremskreden tilstand af forfald, som tjener til at lette alvoren af showets intense emne. Mens mange af de sager, de efterforsker, er selvstændige til enkeltstående episoder og generelt omhandler mord, der er motiveret af personlige ønsker, efterforsker holdet lejlighedsvis seriemordere - såsom Gravedigger, Dukkeføreren, Howard Epps og Gormogon - og politisk ladede gerningsmænd som Jacob Broadsky.
Serien byder også på de interpersonelle forhold mellem Jeffersonian-personalet – herunder patologen og retsmedicineren Camille Saroyan, retsmedicineren Angela Montenegro, entomologen Jack Hodgins og et roterende sæt af praktikanter, der hjælper Dr. Brennan – og hvordan deres sager og ofre påvirker deres synspunkter og liv.

## Medvirkende

### Hovedpersoner
Dr. Temperance Brennan
Emily Deschanel spiller den intelligente antropolog Temperance Brennan som arbejder på Jeffersonian Institute. Brennan bruger meget tid på sit arbejde, og har derfor ikke så meget til livet uden for institutionens mure. I sin fritid har hun skrevet flere vellykkede bøger. Hun er reserveret, og tøver med at åbne sig for folk, men har dog flere nære venner blandt kollegerne. Hendes samarbejde med FBI-agent Seeley Booth ændrer dog gradvist dette. Noget af seriens underfundige humor handler om at Brennan ikke kender til sociale normer, og hun er typisk højt begavet og socialt tilbagestående på samme tid - eksempelvis er hun uforstående for popkultur, og skal jævnligt have forklaret af Booth eller Angela hvordan almindelige mennesker opfører sig eller tænker.
Brennan valgte sin profession som barn, efter at have set filmen ”The Mummy” (original fra 1932 med Boris Karloff i hovedrollen). Det karrierevalg begyndte for alvor, da hendes forældre forsvandt sporløst og blev efterfulgt af flytninger mellem plejefamilier under hendes teenageår. Hun har en bror, Russ. Senere finder Brennan ud af at hendes mors jordiske rester er blev fundet på Jeffersonian Institute. Under en undersøgelse af resterne, erfarer hun, at hendes mor døde af en hjerneskade forårsaget af vold mod hovedet. Hun finder også ud af, at forældrene var bankrøvere som for at beskytte deres børn arrangeret nye identiteter for dem. Temperance og Russ hed oprindeligt Joy og Kyle Keenan. Hendes far, Max Keenan, lever og bor et hemmeligt sted. Brennan og Russ søgte sammen efter deres far, som kulminerede i, at Max blev anholdt for mord, af Booth og fængslet sammen med sin søn, Russ.
Agent Seeley Booth
Booth er Special agent for FBI og portrætteret af David Boreanaz. Han samarbejder med Dr. Brennan og Jeffersonian Institute for at løse vanskelige forbrydelser. Brennan og hendes team undersøger mordofrene, mens Booth tager sig af det politimæssige arbejde, og er generelt handlekraftig og troværdig, og oftest en del mere virkelighedsnær end dr. Brennan. Booth har en smule svært ved at finde en plads på Brennans team, og må jævnligt bede Brennan og hendes team om at tale normalt ("in english, please?"). Han er katolik og tidligere snigskytte. Seeley har tidligere haft problemer med ludomani og lider af coulrofobi (frygt for klovne). Ved at sætte kriminelle bag tremmer, forsøger han at gøre op for alle de mennesker, han har skudt. Tidligere havde han et romantisk forhold med en kvinde ved navn Rebecca. Selv om Booth og Rebecca ikke blev gift, fik de en søn ved navn Parker, som Rebecca bruger som våben mod Booth, ved næsten aldrig lade ham se sin søn. Desuden har Booth en bror ved navn Jared. Booth blev slået af sin far som barn, og da hans bedstefar opdagede dette, tog han Booth og Jared til sig.
I starten af serien har Booth og Brennan stor distance, men som serien skrider frem opblødes forholdet og de bliver gift og får et barn.
Angela Montenegro
Angela Pearly Gates Montenegro arbejder med visualisering på Jeffersonian Instituttet med en avanceret 3D-computer. Hun bliver spillet af Michaela Conlin. Hun er ekspert på at genskabe begivenheder, form og kropsdele i tredimensionelle former, og har derudover en socialt samlende rolle i teamet, da hun - især i sammenligning med det øvrige team - socialt set er nærmest normal. Hun forsøger at få Brennan til at åbne sig og er hensynsfuld, og rådgiver socialt, primært på det seksuelle og romantiske område, men er forøvrigt en god ven. Angela er ikke døbt Angela, men tog navn efter en drøm, hendes fødenavn var Pookie Noodlin Pearly Gates Gibbons. Hendes far er en verdensberømt rockguitarist, spillet af Billy Gibbons fra bandet ZZ Top, og selvom han ikke er voldsomt nærværende er han meget kærlig og beskyttende overfor Angela. Hun var tidligere gift (hun blev gift på Jamaica beruset ved at hoppe over et bål), men blev skilt fra sin mand, da hun var forlovet med Dr. Jack Hodgins. Senere i serien får hun og Hodgins, en søn, som de navngiver Michael Staccato Vincent Hodgins.
Dr. Jack Hodgins
Jack Hodgins er entomolog, dvs. ekspert i insekter og sporer, men er også vidende om andre områder og er i praksis holdets "skøre videnskabsmand". Han bliver spillet af T. J. Thyne. Hodgins bruger ofte sin viden om insekter til at bestemme dødstidspunktet for både dyr og mennesker. Jack er sarkastisk, og meget lidt glad for Dr.Goodman's måde at drive Jeffersonian Institute på. Desuden er Jack familie meget rig og familien donerer penge til Jeffersonian Institute, og Jack bruger en sjælden gang dette til nogle af de mere usædvanlige eksperimenter han udsætter laboratoriet for - inklusive at betale for skaderne. Hodgins var i en periode forlovet med Angela, og han har konspirationsteorier som hobby.
Dr. Camille Saroyan
Tamara Taylor spiller Dr. Camille Saroyan, en retsmedicinsk patolog, der overtog posten som chef for Jeffersonian Institute efter den tidligere chef, Dr. Goodman.
Hun adopterede Michelle eftersom Cam efterforskede mordet på Michelle's far.

## Serie oversigt
| Sæson | Sæson | Episoder | Oprindeligt sendt  | Oprindeligt sendt |
| Sæson | Sæson | Episoder | Først sendt        | Sidst sendt       |
| ----- | ----- | -------- | ------------------ | ----------------- |
|       | 1     | 22       | 13. september 2005 | 17. maj 2006      |
|       | 2     | 21       | 30. august 2006    | 16. maj 2007      |
|       | 3     | 15       | 25. september 2007 | 19. maj 2008      |
|       | 4     | 26       | 3. september 2008  | 14. maj 2009      |
|       | 5     | 22       | 17. september 2009 | 20. maj 2010      |
|       | 6     | 23       | 23. september 2010 | 19. maj 2011      |
|       | 7     | 13       | 3. november 2011   | 14. maj 2012      |
|       | 8     | 24       | 17. september 2012 | 29. april 2013    |
|       | 9     | 24       | 16. september 2013 | 19. maj 2014      |
|       | 10    | 22       | 25. september 2014 | 11. juni 2015     |
|       | 11    | TBA      | 1. oktober 2015    | TBA               |